# Nadgębie

Przekrój poprzeczny przez ssący aparat gębowy motyla. Nadgębie oznaczone literą b

Przekrój poprzeczny przez ssący aparat gębowy komara. Nadgębie oznaczone literą b

Nadgębie (łac. epipharynx, epiglossa, epiglottis) – element narządów gębowych sześcionogów.
Nadgębie stanowi mniej lub bardziej wyodrębiony płat na spodniej (wewnętrznej) powierzchni wargi górnej, nadustka lub obu tych struktur. Cała ta powierzchnia określana jest jako ściana nadgębowa (ang. epipharygeal wall) i tworzy przednią (górną) ścianę jamy przedgębowej (lub jej części pokarmowej, czyli cibarium), przeciwstawioną podgębiu. Podgębie wraz z nadgębiem określa się wspólnie jako basipharynx. 
Wewnętrzna strona ściany nadgębowej stanowi punkt zaczepu dla mięśni rozciągaczy, wychodzących z nadustka. Na ową ścianę zachodzą często zlokalizowane w kątach bocznych między wargą górną a nadustkiem tormy, które zaopatrzone mogą być w processus epipharyngealis, służący za punkt przyczepu mięśni wargi. U muchówek ściana ta zaopatrzona może być w kanalik, ząbki lub kolce. W aparacie kłująco-ssącym pluskwiaków nadgębie z podgębiem tworzą kanał łączący przewód pokarmowy z szczeciami kłującymi (sztylecikami), określany jako precibarium. U larw chrząszczy, zwłaszcza z nadrodziny żuków nadgębie zróżnicowane może być w takie struktury jak clithrum, corypha, acanthopariae, acropariae, haptolachus, haptomeri czy pedium.